# Borki (Radzyń Podlaski)
Pour les articles homonymes, voir Borki.
Borki (prononciation [ˈbɔrki]) est un village de la gmina de Borki du powiat de Radzyń Podlaski dans la voïvodie de Lublin, situé dans l'est de la Pologne.
Le village est le siège administratif (chef-lieu) de la gmina rurale (commune) appelée gmina de Borki.
Il se situe à environ 10 kilomètres au sud-ouest de Radzyń Podlaski (siège du powiat) et 53 kilomètres au nord de Lublin (capitale de la voïvodie).
Le village comptait approximativement une population de 665 habitants en 2014.

## Histoire
De 1975 à 1998, le village est attaché administrativement à l'ancienne voïvodie de Lublin.

Depuis 1999, il fait partie de la nouvelle voïvodie de Lublin.